# Stuart Cloete
Edward Fairly Stuart Graham Cloete (23 juillet 1897 - 19 mars 1976) est un romancier, essayiste et biographe sud-africain. 

## Biographie
Il était le fils d'une Écossaise et d'un Sud-africain d'origine afrikaner dont les ancêtres avaient débarqué au Cap en 1652 aux côtés de Jan van Riebeeck. 
À l'âge de 17 ans, Cloete s'engage dans l'armée et devient l'un des plus jeunes officiers de liaison de la Première Guerre mondiale. Il combat en France, est blessé à deux reprises et souffre temporairement d'amnésie. C'est dans un hôpital de Londres qu'il rencontre son épouse Eileen Horsman. 
Après la guerre, il s'installe au Transvaal comme fermier. Pourtant, il se cherche une autre voie professionnelle et décide d'écrire. Alors que, au bout de 18 ans, son mariage avec Eileen Horsman bat de l'aile, notamment à cause de ses infidélités, il décide de s'installer à Londres comme auteur.
Son premier roman intitulé Turning Wheels est publié à Londres en 1937. Ce premier grand récit sur le Grand Trek fut un best-seller vendu à plus de deux millions d'exemplaires. Mais la mention de liaisons sexuelles inter-raciales de certains de personnages principaux ainsi que la description d'un certain fanatisme religieux des voortrekkers créaient la polémique avec les nationalistes afrikaners qui interdirent la réédition du livre en Afrique du Sud, après leur arrivée au pouvoir en 1948. 
En voyage de promotion en Amérique du Nord, Cloete rencontre sur le paquebot Normandie celle qui devient quelque temps plus tard sa seconde épouse, Tiny (1915-1993). 
Il revient ensuite avec elle en Afrique du Sud et s'installe à Hermanus dans la province du Cap. 
Stuart Cloete est mort sans descendance le 19 mars 1976 au Cap.

## Idées politiques
Politiquement, Cloete est perçu comme un être à la fois très cynique et sentimental mais surtout très abrupt. 
Il fut d'abord proche des communistes mais très vite il s'en écarte, déplorant l'idéologie totalitaire pratiquée en URSS dont l'atteinte aux libertés individuelles. Il est également méfiant envers la démocratie, estimant que celle-ci a été incapable de préserver la loi et l'ordre. Pour lui, la dictature de la majorité n'est pas en soi une finalité politique et la démocratie succombera par le chaos qu'elle aura engendré. Il s'insurge également contre le conformisme ambiant et le relativisme apporté selon lui par la démocratie. 
Son expérience de la guerre lui a aussi fait perdre la foi en Dieu, dans toute religion et dans la nature humaine en général. Ainsi, il ne croit pas que Dieu ait fait l'Homme à son image car celui-ci ne serait selon lui qu'un assassin. 
Il finit par regretter le déclin de l'impérialisme britannique qu'il assimile à celui du déclin des structures sociétales en général et de la perte des valeurs. En fin de compte, bien qu'ayant maintes fois critiqué l'hypocrisie de la société victorienne et le fait qu'il aspire à la mobilité entre classes sociales, il estime que l'inégalité est moins mauvaise que la tyrannie des masses. 
C'est ainsi qu'à la fin de sa vie, il déplore les indépendances accordés aux pays décolonisés, estimant que les Africains vivraient moins bien. 
Concernant l'immigration, il voit celle-ci comme une menace envers les cultures nationales. Il vise plus particulièrement la protection de la race britannique qui ne gagnerait rien à se diluer avec des peuples d'origines tropicaux. Il n'hésite pas alors à reconnaitre se situer à la frontière du racisme. Cloete est cependant hostile à la ségrégation raciale mise en place en Afrique du Sud tout comme il est aussi hostile à l'intégration raciale. Il déclare ainsi, que par nature, il préfère vivre avec des gens en qui il se reconnait ou avec qui il partage la même culture.

## Œuvre littéraire
La majeure partie de l'œuvre de Stuart Cloete était basée sur des évènements historiques réels qu'il romançait. En 1963, Rags of Glory a ainsi pour toile de fond la seconde guerre des Boers. 
Deux de ses romans, The Fiercest Heart (1955) et The Hill of the Doves (1941) furent scénarisés sous les titres The Fiercest Heart (1961) et Majuba (1968). 
Il écrivit aussi des nouvelles de science-fiction décrivant notamment le monde après une attaque nucléaire (The Blast). 

### Romans
- Turning Wheels, 1937 (traduction française : Le grand trek, 1946)
- Watch for the Dawn, 1939
- Yesterday is dead, 1940
- The hill of doves, 1941
- The young men and the old, 1941
- Congo song, 1943
- The curve and the tusk, 1952 (traduction française : La liane et l'ivoire, 1953; Le sang et l'ivoire, 2014)
- The fiercest heart, 1955 (traduction française : Un cœur sauvage, 1963)
- Mamba, 1956 (traduction française : Mamba, 1958)
- The mask, 1957
- Gazella, 1958
- Rags of Glory, 1963 (traduction française : Les haillons de la gloire, 1966)
- The abductors, 1966
- How young they die, 1969

### Histoires courtes et nouvelles
- Christmas in Matabeleland, 1942
- The third way, 1947
- The soldiers' peaches, and other African stories, 1959
- The silver trumpet, and other African stories, 1961
- The looking glass, and other African stories, 1963
- The thousand and one nights of Jean Macaque, 1964
- The honey bird, and other African stories, 1964
- The writing on the wall, and other African stories, 1968
- Three white swans; and other stories, 1971
- The company with the heart of gold, and other stories, 1973
- More nights of Jean Macaque, 1975
- Canary pie, 1976

### Biographies
- African portraits: a biography of Paul Kruger, Cecil Rhodes and Lobengula, last King of the Matabele, 1946
- Against these three, 1947 (traduction française : Ils étaient trois, 1947)
- The African giant: the story of a journey, 1955
- Storm over Africa: a study of the Mau Mau Rebellion, its causes, effects, and implications in Africa south of the Sahara, 1956
- West with the sun, 1962
- South Africa: the land, its people and achievements, 1968
- A Victorian son: an autobiography, 1897-1922, 1972
- The gambler: an autobiography volume 2, 1920-1939, 1973